# Bashkim
Bashkim  è un nome proprio di persona albanese maschile.

## Origine e diffusione
È tratto dall'omonimo termine albanese che vuol dire "unità", "accordo", a sua volta da bashkë, "assieme".

## Onomastico
Il nome non è portato da alcun santo, quindi è adespota; l'onomastico si può eventualmente festeggiare il 1º novembre in occasione di Ognissanti.

## Persone
- Bashkim Ajdini, calciatore kosovaro
- Bashkim Kadrii, calciatore danese
- Bashkim Fino, politico albanese
- Bashkim Velija, calciatore macedone